# 张家川回族自治县
张家川回族自治县是中华人民共和国甘肃省天水市下属的一个自治县。

## 历史沿革
张家川县是1953年析甘肃清水县、秦安县、庄浪县以及陕西陇县37个乡合并而成立的，当时称张家川回族自治区，1955年6月改称张家川回族自治县。1958年12月，张家川回族自治县与清水县合并，成立清水回族自治县。1961年12月，张家川回族自治县、清水县再度分设。
另外，张家川县地区有一部分曾于西汉属天水郡阿阳县（县治今平凉市静宁县东），被今天张家川人视为张家川县的源头，所以张家川县有时亦被雅称作阿阳。如张家川县治张家川镇有阿阳路，县内有阿阳宾馆，自治县文集《阿阳流韵》等。

## 行政区划
张家川回族自治县下辖10个镇、5个乡：
张家川镇、龙山镇、恭门镇、马鹿镇、梁山镇、马关镇、刘堡镇、胡川镇、大阳镇、川王镇、张棉驿乡、木河乡、连五乡、平安乡和阎家乡。